# Eduardo Lobos
Eduardo Lobos (właśc. Eduardo Eugenio Lobos Landaeta, ur. 30 lipca 1981 w Curicó) – chilijski piłkarz grający na pozycji bramkarza w CSD Colo-Colo.

## Osiągnięcia
- Zwycięstwo w Torneo Clausura 2002 (w Colo-Colo)